# Servicelevel
Der Servicelevel (oder Servicegrad) ist eine betriebswirtschaftliche Kennzahl für das gegenüber Kunden erreichte Serviceniveau, insbesondere für die Lieferqualität. Er misst die Leistung des Vertriebs.

## Allgemeines
Sprachlich handelt es sich um einen Scheinanglizismus, denn die amerikanische Fachliteratur versteht unter dem Servicelevel die Lieferbereitschaft. Beide werden im deutschsprachigen Raum jedoch stark voneinander unterschieden.
Der Servicelevel dient vor allem dem Einkauf zur Standardisierung und damit Vergleichbarkeit im Wesentlichen beim Dienstleistungseinkauf. Sogenannte Shared Services gilt dabei das besondere Augenmerk. Servicelevel können für alle möglichen Dienstleistungen vereinbart werden wie IT-Dienstleistung, Gebäudereinigung, Instandhaltungsleistungen, Finanzmanagement, Buchhaltung oder Entgeltabrechnung. Zwar stammt der Begriff Servicelevel ursprünglich aus der Informationstechnologie, doch wird er heute auch in Produktionsbetrieben angewandt.

## Inhalt
Der Servicelevel gehört zur betrieblichen Funktion des Vertriebs und drückt sich durch Inhalt und Umfang der von einem Hersteller oder Dienstleister zu erstellenden Produkte oder zu erbringenden Dienstleistungen einschließlich der Produkt- und Dienstleistungsqualität aus. Während die Produktion durch ihre Produktionskosten und die Logistik anhand der Lager- und Transportkosten bewertet wird, ist der Maßstab für den Vertrieb der Servicelevel anhand der Warenverfügbarkeit.
Der Servicelevel ergibt sich aus der Nachfrageprognose der Absatzplanung und dem Bestandsmanagement der Logistik. Je genauer die Prognosen ausfallen und je effizienter das Bestandsmanagement funktioniert, umso günstiger wird der Servicelevel und umgekehrt.

## Kennzahlen
Der α-Servicegrad ({\displaystyle {\text{α}}}) ist eine betriebswirtschaftliche Kennzahl, die die Wahrscheinlichkeit angibt, dass der Kundenbedarf in einem bestimmten Zeitraum vollständig aus dem Lagerbestand gedeckt werden kann:
{\displaystyle {\text{α}}={\text{P(d ≤ I)}}},
wobei {\displaystyle P} die Wahrscheinlichkeit dafür ist, dass {\displaystyle {\text{(d ≤ I)}}} eintritt; {\displaystyle d} ist die nachgefragte Menge, {\displaystyle I} der vorhandene Lagerbestand. Damit gibt der α-Servicegrad die Wahrscheinlichkeit dafür an, dass kein Fehlmengenereignis (englisch backlog) eintritt.
Der β-Servicegrad (englisch fill-rate) gibt den Anteil an der gesamten Nachfragemenge an, der in einem bestimmten Zeitraum aus dem Lager befriedigt werden kann:
{\displaystyle {\text{β-Servicegrad}}={\frac {\text{erfüllte Nachfrage}}{\text{gesamte Nachfrage}}}}.
Mathematisch beschreibt der Servicelevel mithin die Menge an Kundenaufträgen und Bestellungen, die aus dem Lager sofort erfüllt werden können.

## Beispiel Callcenter
Bei Callcentern ist der Servicelevel die maßgebliche Größe zur Messung ihrer Erreichbarkeit. Er drückt aus, wie viel Prozent der Anrufe innerhalb eines bestimmten Zeitraums von allen Callcenteragenten entgegengenommen werden. So bedeutet ein Servicelevel von 90/10, dass durchschnittlich 90 % aller Anrufer weniger als 10 Sekunden warten müssen, bis sie zu einem Mitarbeiter verbunden werden. Als Standard-Servicelevel wird in der Fachliteratur ein Wert von 80/20 (siehe: ABC-Analyse) angegeben, bei dem der Großteil aller Kunden zufriedengestellt wird. Dieser Standard-Servicelevel ist nur ein Richtwert – je nach Aufgabenschwerpunkten des Callcenters und Kundenerwartungen kann er variieren.
Das folgende Beispiel zeigt die unmittelbare Auswirkung einer Variation des Servicelevels auf den Personalbedarf (die Ergebnisse werden mittels der Erlang-C-Formel berechnet):
Bei einem Callcenter mit der durchschnittlichen Gesprächsbearbeitungsdauer von 190 Sekunden (Gesprächsdauer von 180 Sekunden plus 10 Sekunden Nachbearbeitungszeit) und einem gesamten Anrufvolumen von 350 Anrufen in einer halben Stunde soll ein Servicelevel von 80/20 sichergestellt werden. Dazu werden 42 Agenten benötigt, deren Auslastung bei 88 % liegt. Möchte man bei gleichen Voraussetzungen nun einen Servicelevel von 90/15 erreichen, so werden bereits 45 Agenten benötigt mit einer Auslastung von 82 %.
Zur Festlegung des optimalen Servicelevels muss ein Callcenter den Punkt identifizieren, an dem in einem vorgegebenen Rahmen die Personalkosten möglichst gering, aber die Kundenzufriedenheit möglichst groß ist.

## Service-Level-Management
Das Service-Level-Management dient der Steuerung, Überwachung und Optimierung von Produktions- und Lagerhaltungsprozessen. Es zielt darauf ab, die Geschäftsbeziehungen zu Kunden zu spezifizieren, sie damit messbar und kontrollierbar zu machen, um die Kundenzufriedenheit zu verbessern.
Der Servicelevel ist das Kernstück des Service-Level-Agreements, das im Service-Level-Management zu definieren ist. Hierbei handelt es sich um einen Vertrag zwischen Auftraggeber und Dienstleister, der die Kontrolle wiederkehrender Dienstleistungen für den Auftraggeber durch Definition der zu erfüllenden Qualitätsstandards erleichtert.